# Igreja do Santísimo Sacramento (Santiago do Chile)

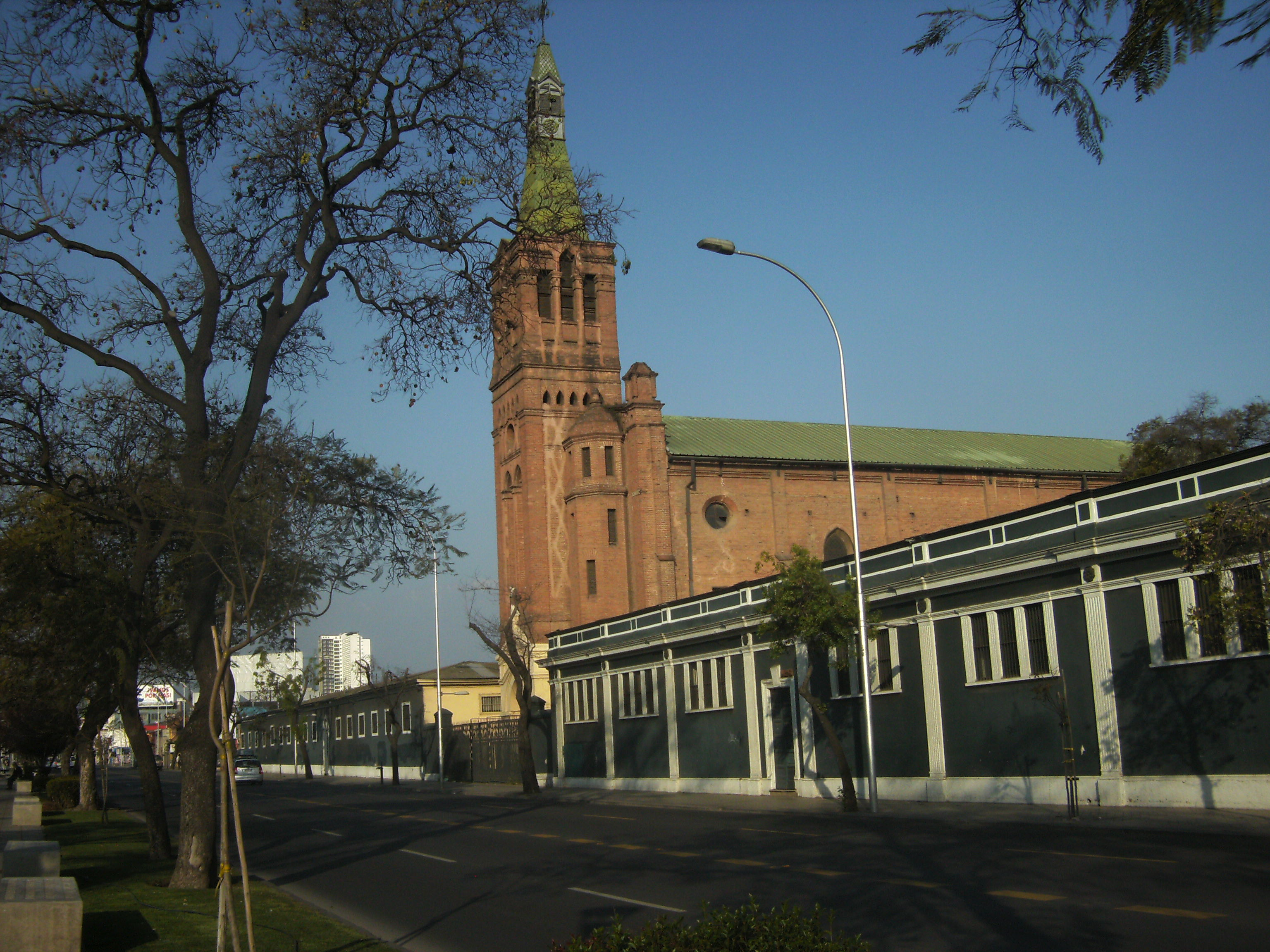
Vista da igreja para o oriente.

A Igreja do Santíssimo Sacramento é um templo católico localizado na Avenida Manuel Antonio Matta, no centro da cidade de Santiago, Chile. Inaugurada em 1896, e pertencente à Gendarmaria Chilena, a igreja foi declarada Monumento Nacional do Chile, na categoria de Monumento Histórico, por meio do Decreto Supremo nº 132, de 3 de abril de 1986.

## História
Em relação às obras realizadas pelo prefeito Benjamín Vicuña Mackenna para a abertura do Camino de Cintura oriente, posteriormente Avenida Vicuña Mackenna, e Camino de Cintura sur, posteriormente Avenida Matta, o proprietário da Chacra El Carmen, Pedro Fernández Concha, doou 2 hectares de seu terreno para a construção do mosteiro das Irmãs do Bom Pastor, que se mudaram para a zona sul da Avenida Matta.
A igreja foi inaugurada em 1896 segundo projeto do arquiteto francês Emilio Doyére. O terremoto de 1985 deixou sérios danos ao templo, cuja reconstrução foi realizada em 1996, melhorando a estrutura interna e a torre.

## Descrição
De estilo neogótico, a igreja destaca-se pela torre situada no eixo da nave e do nártex. A torre tem duas janelas pontiagudas que reforçam sua verticalidade. Uma torre octogonal menor está localizada em cada lado da torre central maior.
A estrutura da nave central é de tijolo, enquanto a torre e o telhado são de madeira de roble. A cobertura é em ferro galvanizado e o pavimento em tijoleira.